# فهرست کشورها بر پایه تولید بیسموت

تولید بیسموت در سال ۲۰۰۵

بیسموت (به انگلیسی: bismuth) عنصر شیمیایی است که نماد ان بی و عدد اتمی ۸۳ دارد. سنگین، شکننده و سفید بلورین بوده و فلز ضعیف سه ظرفیتی است که از نظر شیمیایی شبیه آرسنیک و آنتیموان است. از تمامی فلزات، به‌طور طبیعی قدرت مغناطیسی بیشتری دارد. تنها جیوه است که خاصیت رسانایی حرارتی کمتر دارد. همچنین به‌طور کلی به عنوان آخرین عنصر طبیعی غیر رادیواکتیو وجود دارد.
ترکیبات بیسموت در لوازم آرایش و اهداف پزشکی استفاده می‌شود. در سال‌های اخیر به عنوان مسمومیت از سرب بیشتر اشکار شده‌است. استفاده از آلیاژهای فلزی بیسموت، به عنوان جایگزین سرب تبدیل شده، که این بخشی از افزایش اهمیت تجاری، بیسموت را نشان می‌دهد.

## فهرست کشورهای تولیدکننده
این فهرست کشورهای تولیدکننده بیسموت بر اساس»بررسی زمین‌شناسی بریتانیا«در ژوئن ۲۰۰۸ منتشر شده‌است.
| رتبه | کشور      | تولید بیسموت (تن) |
| ---- | --------- | ----------------- |
|      | جهان      | ۵٬۲۰۰             |
| ۱    | چین       | ۱٬۹۰۰             |
| ۲    | مکزیک     | ۱٬۱۸۶             |
| ۳    | پرو       | ۱٬۰۸۱             |
| ۴    | ژاپن      | ۴۲۵               |
| ۵    | کانادا    | ۲۲۲               |
| ۶    | بولیوی    | ۱۵۵               |
| ۷    | استرالیا  | ۱۰۰               |
| ۸    | روسیه     | ۵۰                |
| ۹    | رومانی    | ۴۰                |
| ۱۰   | بلغارستان | ۴۰                |